# Пенское
Пенское — деревня в Талдомском районе Московской области России, входит в состав сельского поселения Ермолинское. Население — 0 чел. (2010).

## География
Расположена на севере Московской области, в восточной части Талдомского района, на левом берегу впадающей в Угличское водохранилище реки Хотчи, примерно в 20 км к востоку от центра города Талдома, с которым связана прямым автобусным сообщением.
Южнее деревни находится участок «Дубненский болотный массив» государственного природного заказника «Журавлиная родина». Ближайшие населённые пункты — деревни Бучево, Курилово и Павловское.

## Население
| 1859 | 1888 | 1926 | 2002 | 2006 | 2010 |
| ---- | ---- | ---- | ---- | ---- | ---- |
| 49   | ↗60  | ↗64  | ↘0   | →0   | →0   |

## История
В «Списке населённых мест» 1862 года Пенская (Федотово) — владельческая деревня 2-го стана Калязинского уезда Тверской губернии между Дмитровским и Углицко-Московским трактами, в 53 верстах от уездного города и 16 верстах от становой квартиры, при реке Хотче, с 8 дворами и 49 жителями (24 мужчины, 25 женщин).
По данным 1888 года входила в состав Семёновской волости Калязинского уезда, проживало 60 человек (27 мужчин, 33 женщины).
По материалам Всесоюзной переписи населения 1926 года — деревня Бучевского сельского совета Семёновской волости Ленинского уезда Московской губернии, в 11,7 км от шоссе Углич — Сергиев и 16 км от станции Талдом Савёловской железной дороги, проживало 64 жителя (32 мужчины, 32 женщины), насчитывалось 15 хозяйств, среди которых 14 крестьянских.
С 1929 года — населённый пункт в составе Ленинского района Кимрского округа Московской области.
Постановлением ЦИК и СНК от 23 июля 1930 года округа как административно-территориальные единицы были ликвидированы. Постановлением Президиума ВЦИК от 27 декабря 1930 года городу Ленинску было возвращено историческое наименование Талдом, а район был переименован в Талдомский.
1930—1936 гг. — деревня Бучевского сельсовета Талдомского района.
1936—1954 гг. — деревня Апсаревского сельсовета Талдомского района.
1954—1963, 1965—1994 гг. — деревня Ермолинского сельсовета Талдомского района.
1963—1965 гг. — деревня Ермолинского сельсовета Дмитровского укрупнённого сельского района.
1994—2006 гг. — деревня Ермолинского сельского округа Талдомского района.
С 2006 г. — деревня сельского поселения Ермолинское Талдомского муниципального района Московской области.